# فرودگاه باد گاندرزهایم
فرودگاه باد گاندرزهایم (به انگلیسی: Bad Gandersheim Airport) (به زبان بومی: Flugplatz Bad Gandersheim) یک فرودگاه همگانی است که یک باند فرود چمن دارد و طول باند آن ۷۲۵ متر است. این فرودگاه در شهر باد گاندرزهایم کشور آلمان قرار دارد و در ارتفاع ۲۴۱ متری از سطح دریا واقع شده‌است.